# Kirchner
Kirchner – polskie nazwisko. Na początku lat 90. XX wieku w Polsce nosiły je 271 osób.

## Znane osoby
- Andreas Kirchner – bobsleista
- Anton Leopold Kirchner – entomolog[2]
- Cristina Fernandez de Kirchner – prezydent Argentyny w latach 2007 – 2015
- Emil Otto Oskar von Kirchner – niemiecki botanik, mykolog i fitopatolog
- Ernst Ludwig Kirchner – malarz ekspresjonista i grafik
- Herman Kirchner – kompozytor, dyrygent, nauczyciel i propagator muzyki
- Julianne Kirchner – pływaczka
- Kurt Kirchner – zbrodniarz nazistowski, członek załogi niemieckiego obozu koncentracyjnego Mauthausen-Gusen i SS-Hauptscharführer
- Leon Kirchner – amerykański kompozytor
- Mark Kirchner – biathlonista
- Néstor Kirchner – polityk, gubernator prowincji Santa Cruz w latach 1991-2003 i prezydent Argentyny od 25 maja 2003 do 10 grudnia 2007 roku
- Tadeusz Kirchner – wojskowy, sportowiec i działacz sportowy
- Volker David Kirchner – kompozytor i altowiolista
- Werner Ryszard Kirchner – pilot i chemik, specjalista paliwa rakietowego
- Zane Kirchner – rugbysta